# 松澤さん
松澤さん（まつざわさん 、1961年9月5日 - ）は、日本のプロレスマネージャー、女子プロレスラー。血液型AB型。

## 経歴
元REINA女子プロレスの事務員で、2018年3月の活動休止後に真琴のマネージャーに就く。
2019年に入り、YMZで真琴が出場する試合にセコンドにつくようになり、試合にも介入するようになる。そのような中、3月9日の西新井大師西スタジオ大会で木髙イサミに対戦相手として指名され、約1ヶ月後の4月5日の西新井大師西スタジオ大会でプロレスデビュー戦を行った。12月31日には、アイスリボン後楽園ホール大会のテキーラ沙弥引退試合にインフルエンザ感染のため欠場した真琴の代打として出場（長ネギを凶器として持参）、これが初めての他団体での試合となった。
2020年12月24日の高瀬みゆきとのシングルマッチから『松澤さん試練の108番勝負』がスタート。
2021年9月5日で還暦を迎える。11月1日に後楽園ホールの『真琴デビュー15周年記念興行～僕たちは萌え盛る旅の途中で出逢い、～』で、還暦記念試合としてチェリー、山下りな、帯広さやかをセコンドに従え、デビュー戦の相手だった木髙イサミと長ねぎ100本デスマッチで対戦した。
2022年7月3日、アイスリボンSKIPシティ大会のメインイベントの最中に、真琴、星ハム子、チェリーの3人がセコンドの真白優希に養生テープでグルグル巻きにされ、真琴たちのセコンドについていた松澤さんが救出するという出来事が起こる。これをきっかけに真白との因縁がうまれ、試合終了後に真白からトライアングルリボン王座の挑戦を要求される。9月24日の後楽園ホール大会で選手権試合に臨むが、松澤さんが真白に丸め込まれて直接フォールを許して王座獲得に失敗した。12月25日にアイスリボン道場で開催された真白のプロデュース興行で再度トライアングルリボン王座に挑戦するが、再び真白に丸め込まれて敗れた。
2023年8月5日には、COLOR'Sが新木場1stRINGで開催した大会のセミファイナル終了後にリング上で網倉理奈にCOLOR'S王座を賭けて対戦するよう要求。その場でタイトルマッチが行われることとなり、真琴のサポートもあって網倉を追い込む場面をつくったが、体固めで3カウントを聞き王座獲得ならず。
2024年2月25日、『ルチャフェス』が開催される新木場1stRINGのバックステージで、アイアンマンヘビーメタル級王座を獲ったばかりの真琴から隙をついての丸め込みで3カウントを奪い、自身初のタイトル獲得。しかし、大会のラストでベルトを腰に巻いて入場して記念撮影が終わった後、奪回のチャンスをうかがっていたウナギ・サヤカに丸め込まれて王座から陥落した。約4ヶ月後の6月28日、『ルチャフェス#2』が開催される新木場1stRINGのバックステージで本間多恵を丸め込んで王座奪回に成功するが、メインイベント終了後のリング上でまなせゆうなに丸め込まれてベルトを明け渡した。

## 得意技
- ブロンコバスター
- 加齢臭式三角絞め
- ネギ攻撃
- スタナー

## 入場曲
- 青い珊瑚礁 / 松田聖子

## タイトル歴
- アイアンマンヘビーメタル級王座（第1610代、第1653代）